# إيثيلسفيل
إيثيلسفيل (بالإنجليزية: Ethelsville)‏ هي مدينة أمريكية تقع في ولاية ألاباما.تبلغ مساحة هذه المدينة 1.5 (كم²)،ويبلغ عدد سكانها 81 نسمة حسب إحصاء سنة 2010 م.تشير الإحصاءات بأن الكثافة السكانية في هذه المدينة تقدر بـ(54) نسمة/كم2.